# Буџуцу
Буџуцу (јап. 武術, ратна, војна вештина, техника) је назив за све традиционалне борилачке вештине Јапана. 
У Јапану 9. века настао је са самурајима један аристократски, ратнички сталеж, који је у наредним вековима доминирао цело друштво. Ратници су вежбали разне борбене дисциплине, са оружјем и без оружја (џијуџицу). Мада је за свако оружје било специјалиста, самураји су вежбали најважнија оружја, како би се за своје господаре могли борити у рату. 
Примерно оружје самураја био је мач (катана), вежба се нпр. у кендо и кенџуцу, копље у соџуцу, стреличарство у кјудо и кјуџуцу, борба са штапом у боџуцу (самураји су нерадо употребљавали штап, јесу га користили и други сталежи) итд. Постоје још друге, разне џуцу вештине.
Почетком едо-периоде (после 1603) Јапан би политички сједињен и умирен. Самураји су изгубили првобитни задатак и постајали све више цивилни. Вежбање борилачких вештина али даље се водило, било је законски чак прописено (буке шохато), те уз додатак моралних и карактерних елемента добиле су нови фундамент - будо. 
Са модернизовањем Јапана по западном моделу током Меиџи обнове (забрана мача 1876 итд.) је буџуцу изгубио даље на значају. Преузимање западне војне технологије чинило је буџуцу непотребним. Ипак је буџуцу преживео у појединим традиционалним круговима, а млађе борилачке вештине попут аикидо, џудо итд. су непосредно или посредно везане за њим.